# أنشارتد: فايت فور فورتشن
أنشارتد: القتال من أجل الثروة (بالإنجليزية: Uncharted: Fight for Fortune)‏ ، هي لعبة فيديو إلكترونية من نوع اللعب بالأوراق أنتجها شركة إس سي إي بند ستوديو التابعة لشركة سوني كمبيوتر إنترتنمنت بالولايات المتحدة الأمريكية سنة 2012م.